# 千葉県立沼南高柳高等学校
千葉県立沼南高柳高等学校（ちばけんりつ しょうなんたかやなぎこうとうがっこう）は、千葉県柏市高柳にある全日制の県立高等学校。通称・愛称は「沼高」（しょうたか）。県立高校としては唯一、普通科の中に「芸術コース」があり、芸術専攻目的で入学する生徒も多い。また、2010年（平成22年）度から、施設内に千葉県立我孫子特別支援学校清新分校が併設されている。同校は障害のある生徒の職業自立・社会自立を目指し、企業就労を目標とした特色ある教育課程で学習する学校として設置されている。

## 学科
- 普通科（1年次は共通履修、2年次より文理・教養・芸術のコースに分かれる）

## 交通
- 東武野田線高柳駅から徒歩10分
- ちばレインボーバス「蟹打」バス停下車、徒歩5分

## 沿革
- 1984年（昭和59年）4月 - 開校
- 2010年（平成22年）4月 - 施設内に千葉県立我孫子特別支援学校清新分校を併設

## 学校行事
- 1、2年次に、海上自衛隊下総航空基地内を走るマラソン大会がある。マラソン大会に出席する為には、学校の周りを体育の授業中に指定回数以上走破する必要がある。ノルマに達しないと、マラソン大会には参加できず、体育の単位もつかない為、進級不可となる。ノルマに達しない場合は、大会までに早朝（7時30分までに門前）にノルマをこなすこととなる。

## 部活動
- 運動部
  - 野球、陸上、サッカー、剣道、硬式テニス、女子バレーボール、バスケットボール、バドミントン
- 文化部
  - 演劇、書道、美術、工芸、吹奏楽、茶道、イラスト、理科研究同好会

## 学校周辺
- 学校校舎は、田んぼや林に囲まれており、自然環境には大変恵まれている。また、徒歩10分ほどで東武野田線高柳駅に到着し、駅前には小さいながらもコンビニや、スーパージョイフーズがあり、買い物にも不自由しない。またすぐ近くには、ちばレインボーバスのバス停もあり、学校へのアクセスも非常に便利である。

## 周辺の公共施設
- 東武野田線高柳駅
- 柏市高柳近隣センター（柏市役所出張所、柏市立図書館高柳分館、会議室、多目的ホール、料理実習室等）
- 柏市沼南消防署高柳分署
- 柏警察署高柳交番
- 高柳郵便局
- 高柳西郵便局
- 海上自衛隊下総航空基地
- 千葉県動物愛護センター東葛飾支所
- ヤオコー 柏高柳駅前店
  - ブックオフ・ハードオフ 柏高柳駅前店

## 校風・その他
- 校訓は「自律」である。
- 防音設備・全教室冷暖房完備 - 海上自衛隊下総航空基地の近くにあり、航空機の騒音で窓を開けられないための措置である。教室はもちろん、廊下にもエアコンが効いている。
- オーストラリア・ニューサウスウェールズ州のキャムデンハイスクールと相互交流を行っており、毎年数十人の生徒が参加している。
- 芸術コースは、3年次に柏市高柳近隣センターにて、卒業展覧会を開く。書道、工芸、美術の各専攻している分野の作品を展示する。

## 著名な卒業生
- 太田和美 - 柏市長（2021年11月 - ）、元衆議院議員3期（2006 - 2021）、元千葉県議会議員